# Santo Antônio da Patrulha
Santo Antônio da Patrulha este un oraș în Rio Grande do Sul (RS), Brazilia.